# أم حبيب بنت العباس
أم حبيب بنت العباس بن عبد المطلب، وقيل: أم حبيبة بنت العباس بن عبد المطلب، صحابية، وابنة عم النبي محمد .

## سيرتها
هي أمّ حَبِيب أو أُم حَبيبة بنت العباس بن عبد المطلّب بن هاشم، وأمها أُمُّ الفَضْل لُبَابة الكبرى ابنة الحارث بن حَزْن الهلالية. وهي أُخْتُ عبد الله، والفضل، وعُبيد الله، وعبد الرْحمن، وقُثم، ومعبد بني العبَّاس. ولها صحبة.
تزوجها الأسود بن سفيان، أو ابن سنان بن عبد الأسد، فولدت له لبابة سمَّتها باسم أمّها، وزرقاء، ورزق بن الأسود.
وعن ابن عباس قال: نظر رسول الله  إلى أم حبيب بنت العباس تَدِب بين يديه، فقال: «لَئِنْ بَلَغَتْ هَذِهِ وَأَنَا حَيٌّ لَأَتَزَوَّجَنَّهَا». فقُبِض قبل أن تبلغ.
وقال ابن حجر العسقلاني: «وهذا يقتضي أن يكون لها رؤية، فتكون من أهل القسم الثاني، لكن ذكرها ابْنُ سَعْدٍ في الصحابيات، وذكر أنها ولدت للأسود ابنة أخرى اسمها زرقاء، قال: وولدها يسكنون مكة.».